# Bishop Lamont
Philip Martin (Inglewood, Californië, 31 oktober 1978), beter bekend als Bishop Lamont, is een Amerikaans rapper die tot 2010 onder contract stond bij Dr. Dre's Aftermath Entertainment.

## Biografie
Bij Aftermath werkte hij samen met onder meer 50 Cent, Eminem, Chris Martin, DJ Premier, Pete Rock, Royce Da 5'9", Talib Kweli, Busta Rhymes, RZA en Warren G. Hij heeft bij Aftermath honderden nummers opgenomen, maar tot een officieel soloalbum kwam het nooit.
Hij was door Dr. Dre eigenlijk aangetrokken om een prominente rol te spelen op zijn album Detox, zoals Snoop Dogg op The Chronic en Hittman op 2001. Dat gebeurde echter niet, want in 2010 vertrok Lamont bij Aftermath, omdat hij graag een soloalbum wilde uitbrengen, wat bij Aftermath niet lukte door Dre's perfectionisme.